# 7,5-cm-Kanone 1903 L 30

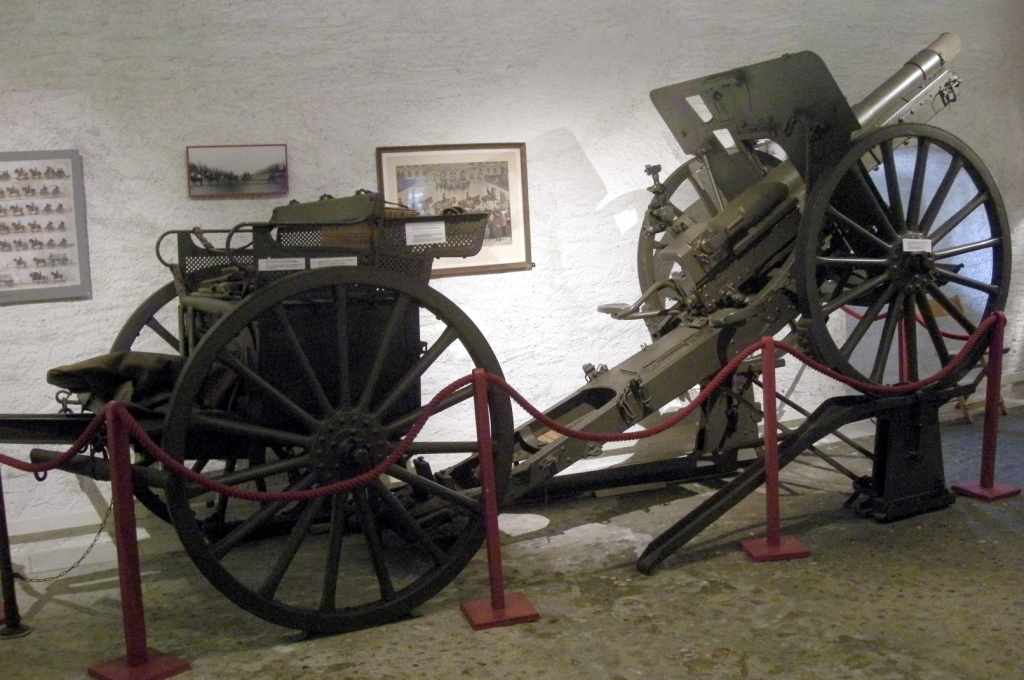
7,5-cm-Kanone 03/22 L 30, auf Böcken, mit Protze (Standort Waadtländisches Militärmuseum Morges)

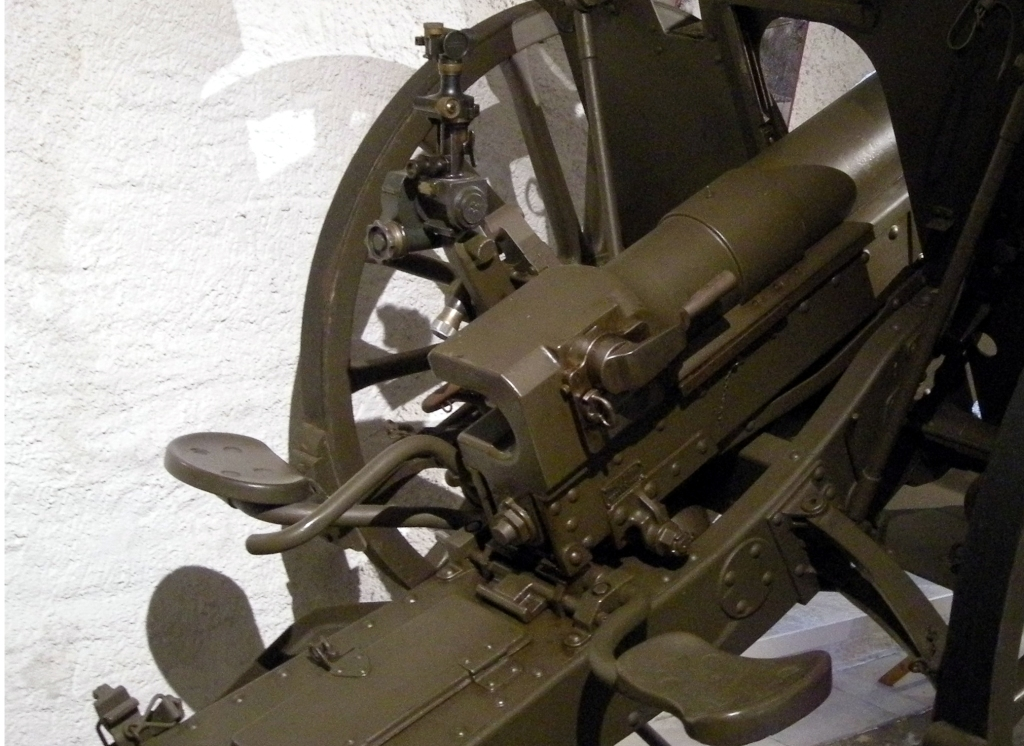
Verschluss, Richtgerät der Kanone 03/22 L 30 (Standort Waadtländisches Militärmuseum Morges)

Die 7,5-cm-Kanone 1903 L 30 ersetzte das 8,4-cm-Feldgeschütz Ord 1879, sie war das erste in der Schweiz eingesetzte Geschütz mit einer Rohrrücklauflafette. Rohr und die Lafette wurden in Deutschland von der Krupp-Gussstahlfabrik in Essen hergestellt. Änderungen an der Lafette führten 1922 zum Modell 7,5-cm-Kanone 03/22 L 30. Ab 1940 wurden die Rohre auf von Sulzer in Winterthur hergestellte Spreizlafetten aufgesetzt (7,5-cm-Kanone 03/40 L 30), diese modernisierten Geschütze blieben im Einsatz bis zum Ende des Zweiten Weltkrieges.

## Evaluation, Geschichte
Bis in die Siebzigerjahre des 19. Jahrhunderts waren die Rohre direkt auf der Lafette montiert, beim Schuss lief das Geschütz zurück und musste wieder in die Schussposition geschoben und neu gerichtet werden. Um die Feuergeschwindigkeit der Feldgeschütze zu erhöhen, musste ein Weg gefunden werden, um deren Rücklauf zu verhindern. In den frühen Neunzigerjahren wurde versucht, dies mit einem beweglich an der Lafette angebrachten Erdsporn zu erreichen, der den Rücklauf der Lafette bremste und diese durch Federkraft wieder in die Schussposition brachte.
Auch in der Schweiz wurden Tests mit diesem Bremssystem am 8,4 cm Feldgeschütz Ord 1879 und anderen 7,5-cm-Versuchsgeschützen von Krupp, Rheinmetall, St.Chamond und anderen gemacht. Im Laufe dieser Tests präsentierte Krupp seine neueste Entwicklung, ein 7,5-cm-Geschütz mit Rohrrücklauf. Mit diesem konnte eine Serie von Schüssen abgegeben die dasselbe Ziel trafen, ohne dass das Rohr neu gerichtet werden musste. Daraufhin empfahl die Artilleriekommission den Kauf einer kompletten Batterie dieser Waffen für Truppenversuche. Am 1. Mai 1903 beantragte der Bundesrat in seiner Botschaft, die Feldartillerie mit 7,5-cm-Kruppkanonen auszurüsten was von Parlament am 23. Juni beschlossen wurde. Wegen der höheren Schussleistung dieser Geschütze gegenüber ihrem Vorgänger wurde ihre Anzahl pro Batterie von 6 auf 4 reduziert. Im Gegenzug wurde die Zahl der Batterien von 56 auf 72 erhöht, was zu einer anfänglichen Zahl der zu erwerbenden Geschütze von 288 führte.

## Das Geschütz

### 7,5-cm-Kanone 1903 L 30
Die 7,5-cm-Kanone 1903 L 30 wiegt schussbereit und fahrbereit mit Schutzschild 1096 kg. Das bei Krupp gefertigte Geschützrohr mit Verschlussgehäuse besteht aus einem Kernrohr mit aufgeschrumpftem Mantelrohr. Dadurch besteht im Kernrohr eine negative Vorspannung, was beim Abschuss eine geringere Dehnung zur Folge hat und eine leichtere Bauweise ermöglicht. Beim Schuss läuft das System auf der Rohrwiege 1350 mm zurück und wird durch den in der Rohrwiege eingebauten Rohrvorholer, einem hydraulischen Bremssystem mit 4 Rückholfedern wieder in Schussposition gebracht. Im Gegensatz seinem Vorgänger, dem 8,4 cm Feldgeschütz Ord 1879/81/93 benötigt der horizontal eingesetzte Flachkeil-Leitwellenverschluss keinen Liderungsring mehr, da die Waffe Hülsenmunition verschiesst. Gezündet wird der Schuss durch den im Verschluss eingebauten Zündstift, der die zentral im Hülsenboden angebrachte Zündkapsel anschlägt. Gesamtlänge des Rohres 30 Kaliber respektive 2250 mm, Kaliber 7,5 cm. Progressiver Rechtsdrall 3°35' bis 5°58'.
Die von Krupp original ausgelieferte stählerne Einholmlafette bestand aus der Unterlafette, auf der die Rohrwiege in Höhe und Seite schwenkbar montiert war. Da die Achse über der Unterlafette angebracht war, betrug die Feuerhöhe nur 0.995 m. Der maximale Höhenbereich der Kanone war auf 240 Artilleriepromille beschränkt. Der horizontale Schwenkbereich betrug 3° auf beide Seiten. Die 7,5-cm-Kanone 03 in ihrer originalen Form war deshalb auf den Einsatz von Flachfeuer beschränkt, eine weitere Beschränkung lag im gering verstellbaren Seitenbereich, was die Bekämpfung beweglicher Ziele erschwerte. Gesamtlänge des Geschützes 3,9 m, Breite 1,68 m, Spurweite 1,4 m.

### 7,5-cm-Kanone 1903/22 L 30
1922 wurde die Kanone durch die Firma Sulzer AG in Winterthur den neuen Erfordernissen der Armee angepasst. Die Unterlafette wurde erhöht, indem sie nicht mehr unter, sondern über die Radachse gelegt wurde. dadurch wurde die Feuerhöhe auf etwa 1,22 m erhöht, was eine Erweiterung des Höhenbereiches auf minus 175 bis plus 400 Artilleriepromille bedeutete. Die Unterlafette wurde im hinteren Bereich verbreitert und geöffnet, um Platz zu machen für das zurücklaufende Rohr. Um den Transport des Geschützes im Gebirge zu ermöglichen, wurde die Lafette zerlegbar gemacht. Der Schutzschild, ursprünglich vor der Achse wurde dahinter versetzt.

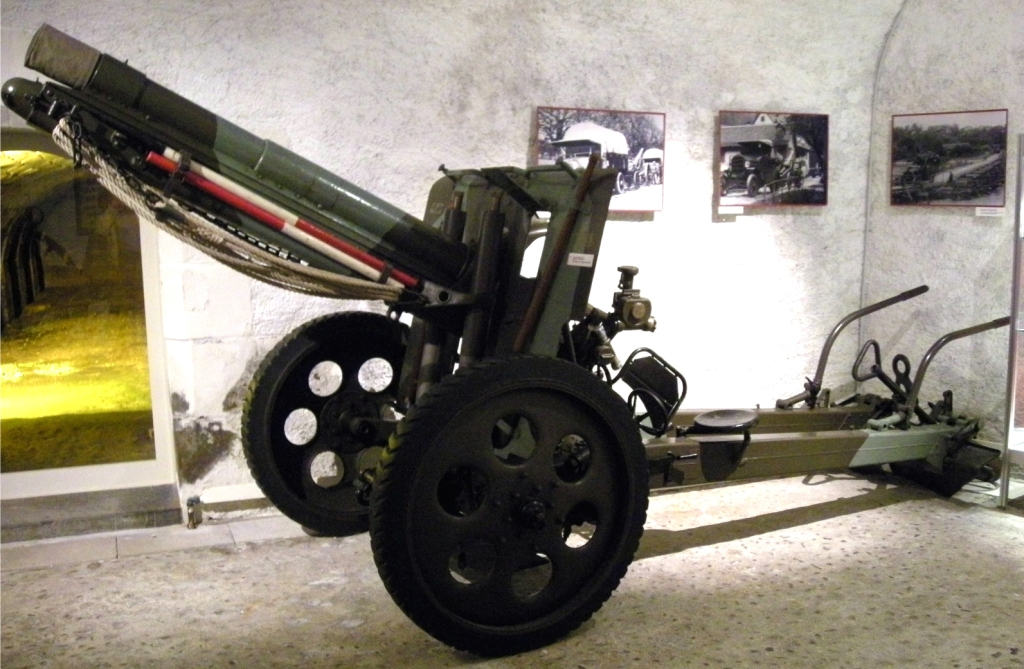
7,5-cm-Kanone 03/40 L 30 mit Spreizlafette (Standort Waadtländisches Militärmuseum Morges)

1927 wurden Erhöhungsböcke beschafft, die maximale Rohrneigung betrug nun 822 Artilleriepromille. Das Geschütz wurde mit Hilfe von hinten an den Böcken angebrachten Schienen mit den Rädern auf die Böcke gestellt. Später, im Aktivdienst wurde die Bühlerschiene entwickelt, die in den Boden eingerammt werden konnte und so den Rückstoss des Geschützes aufnahm. Das Geschütz wurde seitlich schwenkbar aufmontiert, was zu einem Schwenkbereich von gesamthaft 745 Artilleriepromille führte, bewegliche Ziele konnten nun besser bekämpft werden. Das Gewicht der Bühlerschiene betrug 160 kg, Zum Transport wurde es auf der Lafette aufmontiert.

### 7,5-cm-(Fliegerabwehr)-Kanone 1918 L 30
Zur Fliegerabwehr wurde die Kanone 03/22 auf ein etwa 3 m hohes Drehgestell hochgezogen, dieses ermöglichte eine Drehung von 360° und Schusswinkel bis 1140 Artilleriepromille. Bei diesen zur Fliegerabwehr vorgesehenen Kanonen mussten stärkere Vorholfedern eingebaut werden um den Vorlauf des Rohres zu gewähren. Zudem musste das Gewicht von Wiege und Rohr mit Gegengewichten ausgeglichen werden. Die Geschützbedienung bestand aus dem Geschützchef und 9 Mann.

### 7,5-cm-Feldkanone 03/40 L 30
Obschon nicht zu übersehen war, dass die Wirkung von Feldkanonen im Kaliber 7,5 mm für massive Feueraufgaben nicht mehr ausreichen konnte, wurde eine Anzahl Geschütze für die 7,5 cm Motorkanonenbatterien umgebaut. Rohre und Oberlafetten der Kanone 03/22 wurden auf von der K + W hergestellte Spreizlafetten aufgesetzt. Diese 7,5 cm F Kan 03/40 L 30 genannten Geschütze waren schneller einsetzbar als die vorhergehenden Variationen des Modells 03/22. Zudem hatten sie Stahlräder mit Luftkammerbereifung, da sie zum Transport von Lastwagen gezogen wurden. Eine Absenkvorrichtung erlaubte die Änderung der Feuerhöhe, durch Absenken auf 950 mm konnte die Standfestigkeit des Geschützes erhöht werden, die maximale Elevation des Rohres betrug 400 Artilleriepromille. Bei der höchsten Feuerhöhe von 1100 mm konnte bis 788 Promille gegangen werden. Der beidseitige Schwenkbereich betrug maximal 1280 Promille.

## Verwendete Munition
Die 7,5-cm-Kanone 03/22 L 30 verschoss anfangs Schrapnelle und Sprenggranaten mit einem Gewicht von 6,4 kg, später kamen modernere Geschosse dazu, die auch in der 7,5-cm-Gebirgskanone 1933 L 22 verwendet wurden. Die verwendeten Hülsen fassten 3 Einheitsladungen, Geschoss und Hülse wurden als Einheit ins Rohr geladen. Verschossen wurde eine
- Stahlgranate mit Doppelzünder (St G DZ), Gewicht 6,4 kg
- Stahlgranate mit Momentanzünder (St G MZ), Gewicht 5,75 kg
- Rauchgranate mit Momentanzünder (RG MZ) Gewicht 5,75 kg
- Spitzgranate mit Momentanzünder (Sp G MZ), Gewicht 5,95 kg
- Rauch Spitzgranate mit Momentanzünder (R Sp G MZ), Gewicht 5,95 kg
- Panzergranate

## Ballistik
Bei Verwendung der grösstmöglichen Ladung (Ladg. No. 3) wurden folgende Anfangsgeschwindigkeit v0 und Schussdistanz erreicht:
- St G DZ, 485 m/s, 8700 m
- St G MZ, RG MZ, 503 m/s, 9150 m
- Sp G MZ, R Sp G MZ, 575 m/s, 11 800 m